# Seladerma globosum
Seladerma globosum är en stekelart som först beskrevs av Vittorio Luigi Delucchi 1953.  Seladerma globosum ingår i släktet Seladerma och familjen puppglanssteklar. Arten är reproducerande i Sverige. Inga underarter finns listade i Catalogue of Life.